# Ivo Antonín Beršík
Antonín Beršík (10. listopadu 1899 Česká Třebová - ?) byl členem odbojové (v dobové terminologii „protistátní teroristické“) skupiny Jan Roháč z Dubé a v 50. letech 20. století byl souzen v politickém monstrprocesu Kolín, Weiland a spol. 

## Život a činnost
Narodil se 10. listopadu 1899 v České Třebové jako nejmladší ze tří bratrů do železničářské rodiny a pokřtěn byl Antonín František. Otec Jan Beršík pracoval u drah jako zámečník, dědové z matčiny i otcovy strany byli topiči. U Českých drah pracovali i oba jeho starší bratři. Vystudoval pět tříd obecné školy, čtyři roky měšťanky a odbornou školu zakončil se specializací grafik a knihtiskař. Od svých dvaceti let byl členem Československé strany národně socialistické, také byl členem Sokola. Vojenskou službu nevykonával, a tak hned po studiích začal pracovat jako knihtiskař v Pelhřimově, po třech letech si však na Slovensku zažil vlastní tiskárnu. 30. července 1939 byl ale v Bánské Bystrici zatčen a následně ze Slovenského státu vypovězen. 
Oženil se s Marií Zelenou, která pocházela z Kutné Hory. V roce 1944 se jim narodil syn Jiří a o tři roky později syn Ivan. Po válce s rodinou odešel do Jablonce nad Nisou, kde vykonával funkci důvěrníka, a kde získal tiskárnu a papírnictví po odsunutých Němcích, podnik mu však byl po převratu v roce 1948 znárodněn a vykonával zde jen národní správu. V době zatčení byl zaměstnán jako účetní ve stavebním podniku v Jablonci nad Nisou.  

### Zatčení, obžaloba a rozsudek
Zatčen byl 17. prosince 1949 v ranních hodinách v Jablonci nad Nisou. Při domovní prohlídce nebylo nic nalezeno, převezen byl do liberecké vazební věznice.
Byl obviněn z trestného činu velezrady a vyzvědačství, konkrétně ze spojení s Jaroslavem Štadtherrem, aby vykonával protistátní činnost. Podle obvinění chtěl návrat poměrů ve státě k první republice, údajně vedl protistátní skupinu, která měla plánovat teroristické akce v Jablonci nad Nisou, za pomoci Josefa Pikera opatřoval zbraně a tuto skupinu poté začlenil do Štadtherrovi teroristické organizace Jan Roháč z Dubé. Údajně od něj také dostával rozkazy, získával nové členy, sbíral zprávy o obyvatelích, hospodářství a politické situaci, zprávy poté putovaly za hranice. 
Byl odsouzen k trestu odnětí svobody na 25 let, byl mu uložen peněžní trest ve výši 50 tisíc Kčs, došlo ke konfiskaci celého jeho majetku a na dobu 10 let ztratil čestná občanská práva. Rozsudek přijal, i když vyjádřil, že k jeho odsouzení došlo na základě nepravdivých skutečností, které byly vykonstruovány orgány StB.
Tehdejší tisk ho popsal jako jedno z nejnebezpečnějších spiklenců, byl velmi tvrdě vyslýchán za použití fyzického i psychického násilí, podle jeho slov tak musel uvést i to, co nebyla pravda. Nelidské metody vyšetřovatelů vedly k tomu, že onemocněl tuberkulózou varlat. 

### Vězení a propuštění
K výkonu trestu nastoupil 21. července 1950, stal se vězněm číslo 1751. Celý trest si odpykával ve věznici v Leopoldově. V průběhu výkonu trestu pracoval pro firmu Konopa, od roku 1956 pro firmu Agrostroj, kde byl tři roky, po zbytek trestu pracoval pro Konesmalt Trnava. Jeho pracovní morálka byla hodnocena jako velmi dobrá a normy plnil nadprůměrně. Nevyhýbaly se mu však nehody. V roce 1956 mu lis zhmoždil palec pravé ruky, v roce 1958 na něj spadla železná tyč a zlomil si palec pravé nohy. Čtyřikrát byl také kázeňsky trestán, z toho třikrát v roce 1952. Nejvyšší trest dostal za to, že v dopise napsal, že již brzy půjde domů.
V roce 1955 žádala u Nejvyššího soudu jeho manželka o jeho milost, soud však žádost zamítl. V roce 1956 s dalšími odsouzenými z procesu Weiland a spol. žádal o revizi rozsudku z roku 1950. Odvolával se na to, že byl při výslechu fyzicky a psychicky týrán a na existenci Václava Veselého, který ve skupině mohl působit jako agent StB a krajská prokuratura doporučila případ projednat. Při opakovaném výslechu ve věznici Beršík tvrdil, že byl odsouzen pouze za známost s Jaroslavem Štadtherrem. Revize však byla nakonec pro nedostatek nových důkazů zamítnuta. O obnovu řízení žádal ještě v letech 1957 a 1958, ale obě žádosti byly zamítnuty.
Propuštěn byl na amnestii prezidenta republiky 9. 5. 1960, prominut mu byl trest o délce 14 let, 6 měsíců a 8 dní a také trest ztráty občanských svobod. 